# Comédia maluca
A comédia maluca, ou screwball comedy, é um gênero de comédia fora do convencional, que origina situações inesperadas.

## História
A comédia screwball apresenta um tipo de personagem feminina raramente visto na história do teatro ocidental, enquanto os principais papéis masculinos encontrados em comédias ocidentais são quatro, os mais comuns papéis femininos cômicos são apenas dois: a bela Columbina e a bruxa feia e velha. O terceiro papel de uma mulher autônoma, com vontade própria, é uma exceção no teatro ocidental (como Antígona).
Provou ser um dos gêneros cinematográficos mais populares e duradouros. Primeiro ganhou destaque em 1934 com It Happened One Night, e, embora os estudiosos de cinema muitos concordem que seu período clássico terminou no início dos anos 1940, os elementos do gênero têm persistido, ou tem sido homenageado, no cinema contemporâneo.
A comédia screwball tem ligações estreitas com o gênero teatral da comédia. Muitos elementos do gênero screwball podem ser rastreados até peças de teatro, como Much Ado About Nothing, As You Like It e A Midsummer Night's Dream todas de Shakespeare, além de The Importance of Being Earnest de Oscar Wilde. Outros gêneros com os quais comédia screwball está associada incluem pastelão, comédia de situação e comédia romântica.

## Características
Embora não haja uma lista oficial das características definidoras do gênero screwball comedy, filmes considerados clássicos do gênero normalmente apresentam situações irreais, uma combinação de palhaçada com ação rápida, e uma trama envolvendo namoro e casamento ou um novo casamento. O crítico de cinema Andrew Sarris definiu a comédia screwball como "uma comédia sexual sem o sexo".
Como farsa, a comédia screwball muitas vezes envolve identidades trocadas ou outras circunstâncias em que um personagem ou personagens tentam manter algum fato importante em segredo. Às vezes, essas comédias usam o recurso de personagens masculinos travestisdos, contribuindo para mal-entendidos (Bringing Up Baby, I Was a Male War Bride, Some Like It Hot). Também envolvem uma história romântica central, geralmente em que o casal parece incompatível e até mesmo hostil entre si. Muitas vezes, esse descompasso ocorre porque o homem é de uma classe social mais baixa do que a mulher (Bringing Up Baby, Holiday (filme de 1938)). O casamento no final é muitas vezes planejado pela mulher desde o início do filme, enquanto o homem não sabe nada. Em Bringing Up Baby, encontramos uma rara declaração em que, quando a mulher diz, falando com algum personagem secundário: "Ele é o homem com quem eu vou casar, ele não sabe, mas eu vou".
Estes filmes também ofereceram uma espécie de válvula de escape cultural: Um modo seguro de explorar questões sérias como classes sociais sob o quadro cômico (e não ameaçador). As questões classiais são um forte componente das comédias screwball: a classe alta tende a ser mostrada como ociosa e mimada, tendo dificuldade para se locomover no mundo real. O exemplo mais famoso é It Happened One Night, alguns críticos acreditam que este retrato da classe alta foi provocado pela Grande Depressão, e o desejo do público pobre freqüentador de cinema em ver a classe rica passar dificuldades. Em contrapartida, quando pessoas da classe baixa tentam se passar por classe alta, eles são capazes de fazê-lo com relativa facilidade (The Lady Eve, My Man Godfrey).
Outro elemento comum é a fala rápida com réplica (You Can't Take It With You, His Girl Friday). Este dispositivo estilístico não surgiu na screwball (embora tenha atingido o seu auge ai): ela também pode ser encontrada em muitos filmes mais antigos de Hollywood, incluindo filmes de gangsters, comédias românticas, e outros.
Screwball também mostram situações que tendem ao ridículo, situações de farsa, como em Bringing Up Baby, em que um casal deve cuidar de um leopardo de estimação durante a maior parte do filme. Elementos de comédia pastelão também estão freqüentemente presentes (como os inúmeros tombos de Henry Fonda em The Lady Eve).
Um subgênero desse tipo de comédia é o re-casamento, onde as personagens se divorciam e se casam novamente (The Awful Truth, The Philadelphia Story). Alguns estudiosos apontam isso como prova da mudança no código moral norte-americano, uma vez que mostra uma atitude mais livre sobre o divórcio (apesar do divórcio sempre acabar sendo um erro).

## Filmes clássicos desse tipo de comédia
- Trouble in Paradise (1932), de Ernst Lubitsch
- It Happened One Night (1934), de Frank Capra
- Twentieth Century (1934), de Howard Hawks
- Hands Across the Table (1935), de Mitchell Leisen
- She Married Her Boss (1935), de Gregory La Cava
- Libeled Lady (1936), de Jack Conway
- Mr. Deeds Goes to Town (1936), de Frank Capra
- My Man Godfrey (1936), de Gregory LaCava
- The Awful Truth (1937), de Leo McCarey
- Easy Living (1937), de Mitchell Leisen
- Nothing Sacred (1937), de William A. Wellman
- Tovarich (1937), de Anatole Litvak
- Bluebeard's Eighth Wife (1938), de Ernst Lubitsch
- Bringing Up Baby (1938), de Howard Hawks
- Holiday (1938), de George Cukor
- Merrily We Live (1938), de Norman Z. McLeod
- You Can't Take It with You (1938), de Frank Capra
- Vivacious Lady (1938), de George Stevens
- The Mad Miss Manton (1938), de Leigh Jason
- Bachelor Mother (1939), de Garson Kanin
- It's a Wonderful World (1939), de W. S. Van Dyke
- Midnight (1939), de Mitchell Leisen
- His Girl Friday (1940), de Howard Hawks
- Too Many Husbands (1940), de Wesley Ruggles
- My Favorite Wife (1940), de Garson Kanin
- The Philadelphia Story (1940), de George Cukor
- That Uncertain Feeling (1941), de Ernst Lubitsch
- Ball of Fire (1941), de Howard Hawks
- The Lady Eve (1941), de Preston Sturges
- Rings on Her Fingers (1942), de Rouben Mamoulian
- Mr. & Mrs. Smith (1941) (1941), de Alfred Hitchcock
- The Palm Beach Story (1942), de Preston Sturges
- To Be or Not to Be (1942) (1942), de Ernst Lubitsch
- The More the Merrier (1943), de George Stevens
- Arsenic and Old Lace (1944), de Frank Capra

Outros filmes de gênero diferente desse período, também incorporam elementos do screwball, por exemplo, o thriller de Alfred Hitchcock de 1935, The 39 Steps, a comédia de suspense de Woody Van Dyke de 1934, The Thin Man e muitos filmes musicais de Fred Astaire e Ginger Rogers da década de 1930, especialmente The Gay Divorcee e Top Hat.

### Atores e atrizes que estrelaram muitos filmes desse gênero
- Jean Arthur
- Ralph Bellamy
- Claudette Colbert
- Gary Cooper
- Melvyn Douglas
- Irene Dunne
- Clark Gable
- Cary Grant
- Jean Harlow
- Katharine Hepburn
- Carole Lombard
- Myrna Loy
- William Powell
- Rowan Atkinson
- Rosalind Russell
- Barbara Stanwyck
- Gene Tierney
- James Stewart

### Alguns diretores famosos por dirigirem filmes do gênero
- Frank Capra
- George Cukor
- Woody Allen
- Howard Hawks
- Garson Kanin
- Gregory La Cava
- Mitchell Leisen
- Preston Sturges
- Billy Wilder
- Ernst Lubitsch
- W. S. Van Dyke